# Glyphodes perelegans
Glyphodes perelegans là một loài bướm đêm thuộc họ Crambidae. Nó là loài bản địa của Nam Mỹ, ở đó loài này được tìm thấy ở dãy núi Andes của Venezuela, Colombia, và Ecuador. Chúng đã được du nhập vào Hawaii để kiếm soát Banana Poka.
Sải cánh dài khoảng 40 mm đối với con cái và 30 mm đối với con đực. 
Ấu trùng ăn Passiflora mollissima. 